# Thomas Pryce-Jenkins
Thomas Pryce-Jenkins (ur. 1 lutego 1864 w Carmarthen, zm. 6 sierpnia 1922 w Londynie) – walijski rugbysta, reprezentant kraju, lekarz.
Był absolwentem Uniwersytetu w Cambridge, z wykształcenia był lekarzem. Grał dla klubów Rhondda, Blackheath FC oraz dla hrabstwa Middlesex, był także jednym z założycieli London Welsh. W Home Nations Championship 1888 rozegrał dwa spotkania dla walijskiej reprezentacji zdobywając jedno przyłożenie. Mimo iż nie miało ono wówczas wartości punktowej, dało Walijczykom pierwsze w historii zwycięstwo nad Szkotami.